# Lilla Ulvasjön
Lilla Ulvasjön är en sjö i Marks kommun i Västergötland och ingår i Viskans huvudavrinningsområde.